# 鎖陽城
鎖陽城（さようじょう、中国語: 锁阳城、拼音: Suǒyáng Chéng) は、中国北西部の甘粛省酒泉市瓜州県にあるシルクロードの都市遺跡で、苦峪城（くよくじょう）とも呼ばれる。紀元前111年に前漢の武帝によって敦煌郡の冥安県の政庁が設置されたが、295年に西晋の恵帝によって現在地に移された。唐・西夏の時代には、晋昌郡（後の瓜州）郡都として栄えた。最盛期の人口は5万人と推定され、1000年以上にわたり河西回廊の重要な行政・経済・文化の中心地であったが、16世紀の明代に、モグーリスタン・ハン国のマンスールによる攻撃を受け、破壊された。
遺跡は、内城・外城、そしていくつかの羊馬城で構成されている。城壁の外側には、考古公園（国家考古遺址公園）が広がり、 冥安県時代の遺跡、2,000以上の墓、全長90キロメートル以上の運河がある大規模な灌漑システムの遺跡が残っている。この考古公園には、他にも塔爾寺・東千仏洞石窟・鹸泉子石窟・旱峡石窟などの仏教遺跡が含まれている。
中国の全国重点文物保護単位 (No.4-50) に指定されている。2014年には、「シルクロード:長安-天山回廊の交易路網」の一部としてユネスコの世界遺産に登録された。

## 位置
鎖陽城は中国北西部の甘粛省酒泉市瓜州県鎖陽城鎮の南東にあるゴビ砂漠に位置している。海抜1,358メートルの河西回廊にある古代オアシス都市であった。約1,700年の歴史の中で、シルクロード西域の敦煌と東の酒泉をつなぐ、政治・軍事・経済・文化の中心地であった。

## 遺跡
遺跡は、内城・外城、およびその間にあるいくつかの「羊馬城」から構成されている。

### 内城

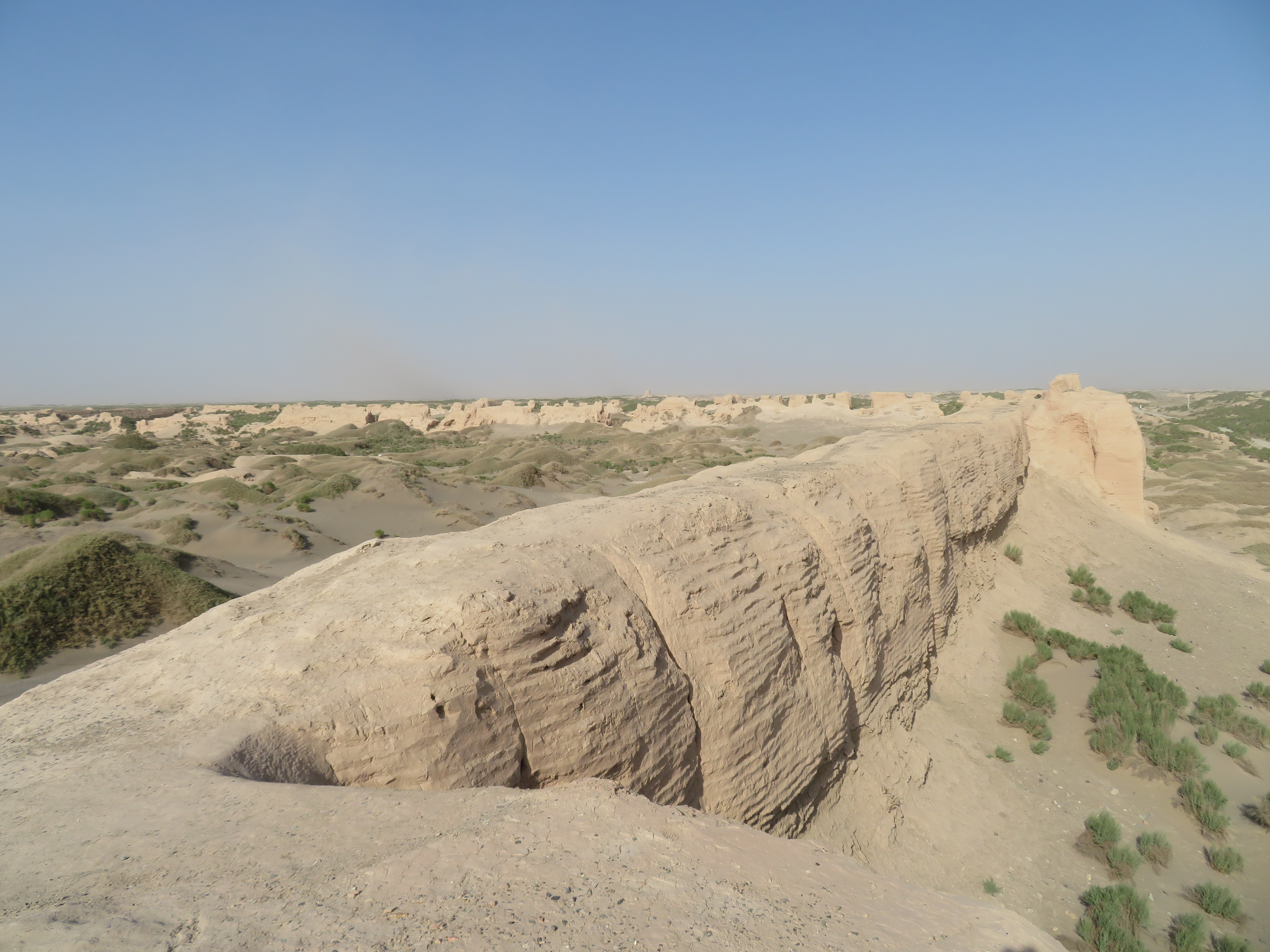
内城城壁

内城は、 面積が285,000平方メートルの不規則な長方形をしている。四方の城壁の長さは、493.6メートル（東）、576メートル（西)、457.3メートル（南）、534メートル（北）である。版築の基礎は幅19メートルで、高さ9～12.5メートルである。
2本の大通りがそれぞれ西門と北門から伸びており、そこから多くの小さな通りや路地が枝分かれしている。内城は、より広い西地区と狭い東地区に分かれている。西地区では多くの家屋跡や厚い木炭の層が発見されているが、東地区ではほとんど残っていない。東地区には政庁や上級官吏の住居群があり、西地区には一般住民が住んでいた可能性が高い。城内北西の角には、高さ18メートルの日乾し煉瓦で出来た望楼が残っている。

### 外城

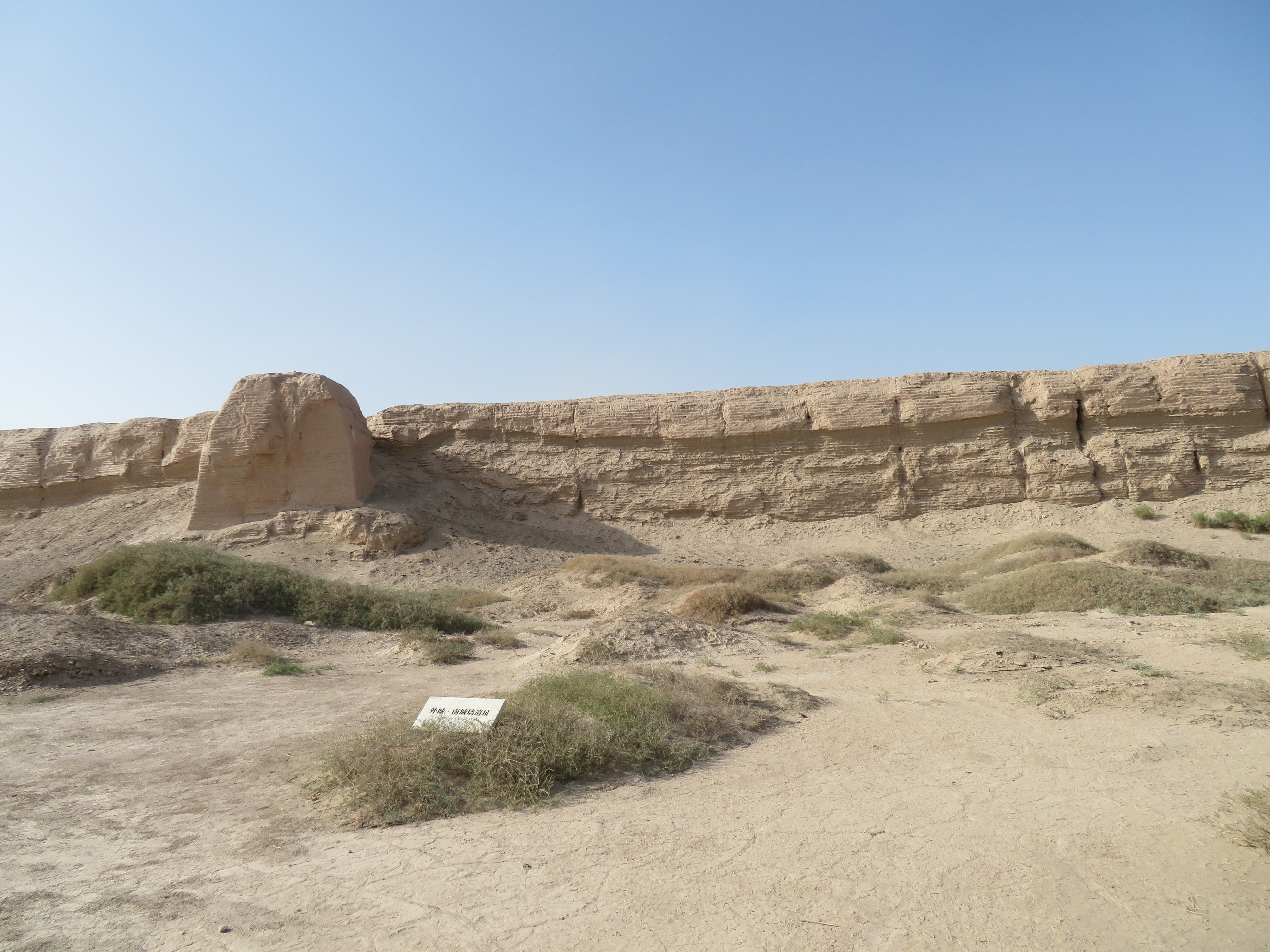
外城の南側

外城も不規則な長方形をしている。その大きさは、東が530.5メートル、西が649.9メートル、北が1,178.6メートルである。南側の壁は東側が497.6メートル、西側が452.8メートルになっている。外壁の基礎は幅が4～6メートルで、壁の高さは4～11メートルである。外城の北側は、内城の北側の内壁によって他の地区と分割されている。
外城は、唐代に最盛期を迎えた鎖陽城の最大領域と考えられている。南方の山岳からの洪水により、城壁の南側は破壊されて、二つの領域に分断されている。ほとんどの建物が破壊または損傷しており、その残骸は外城で発見され、厚さ70センチメートルの洪水堆積物で覆われていた。外城の城壁は、破壊後に再建または修理されなかった。

### 羊馬城
外城と内城の間には、「羊馬城」と呼ばれる防塞が存在する。唐代の都市に共通する特徴として、平時には動物（羊や馬）の囲いとして、人と家畜の隔離に用いられ、戦時には軍事的な城障として利用された。隋代以降に修理や使用された形跡はない。

## 城外

### 塔爾寺

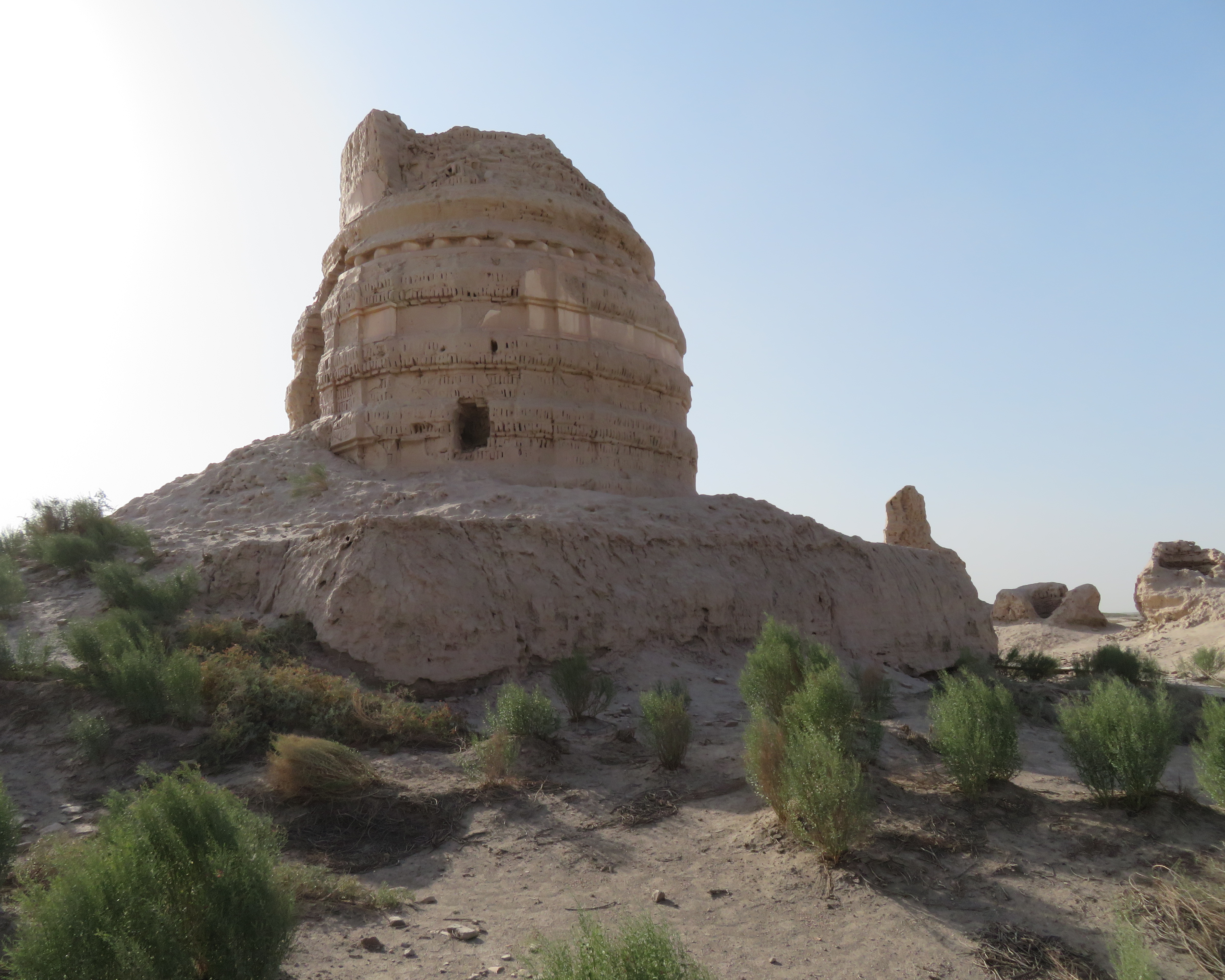
主塔

遺跡の東1キロメートルには、古文書に記録されているアショーカ王の寺院と考えられている仏教寺院の遺跡がある。北周の仏教弾圧時、武帝によって廃され、唐・西夏時期に再建された。唐の高僧玄奘が天竺巡礼に出発する1ヶ月前に説法した場所とされている。現存するほとんどの遺跡は西夏のもので、主塔と11基の小塔が含まれる。

### 墳墓
多くの墳墓が城外、主に南と南東にある。2,100以上の古墳が発見されており、そのほとんどが漢代からの唐代のものである。
考古学者による発掘は行われていないが、特筆すべきは、1992年に盗掘犯によって暴かれた唐代の大規模な墳墓である。唐三彩や埴輪・絹・磁器・硬貨など、多くの唐代の工芸品が墓から発見された。シルクロード沿いにある最も副葬品の充実した墳墓の一つで、恐らくそれは、瓜州刺史か裕福な商人のものであろう。

### 灌漑システム
大規模な灌漑用水路の遺跡が城外に残っており、疏勒河（古くは籍端水・冥水と呼ばれた)の水を農業に転用した。約90キロメートルの水路が、鎖陽城を囲む60平方キロメートルの土地を灌漑した。漢・唐代には30万畝の農地があったと推定される。中国および世界で最も大規模で保存状態の良い古代灌漑システムの一つである。

## 歴史
紀元前111年、前漢の武帝は敦煌郡域内に冥安県を設置した。その所在地は鎖陽城の北東4.5キロメートルであった。西晋の惠帝の時代には、晋昌郡が置かれ、冥安県に郡都が置かれた。現在の遺跡は郡と県の中心都市として295年に建設されたものである。
西晋滅亡後は、前涼・前秦・後涼・南涼・西涼・北魏などの短命王朝が続いた。全中国を統一した隋の時代に冥安県は「常楽県」と改称された。唐代の621年に晋昌郡は瓜州と改称され、常楽県は晋昌県と名前を変え引き続き州都が設置された。唐代の人口は5万人と推定されている。
安史の乱により唐朝が衰退すると、776年、鎖陽城は吐蕃の支配下に入るが、849年、唐の名将の張議潮によって奪還された。唐滅亡後の1036年には西夏が瓜州を征服し、西夏帝国の軍事上の一大拠点となった。西夏を征服した元王朝の時代には、瓜州は沙州帰義軍の支配下にあった。

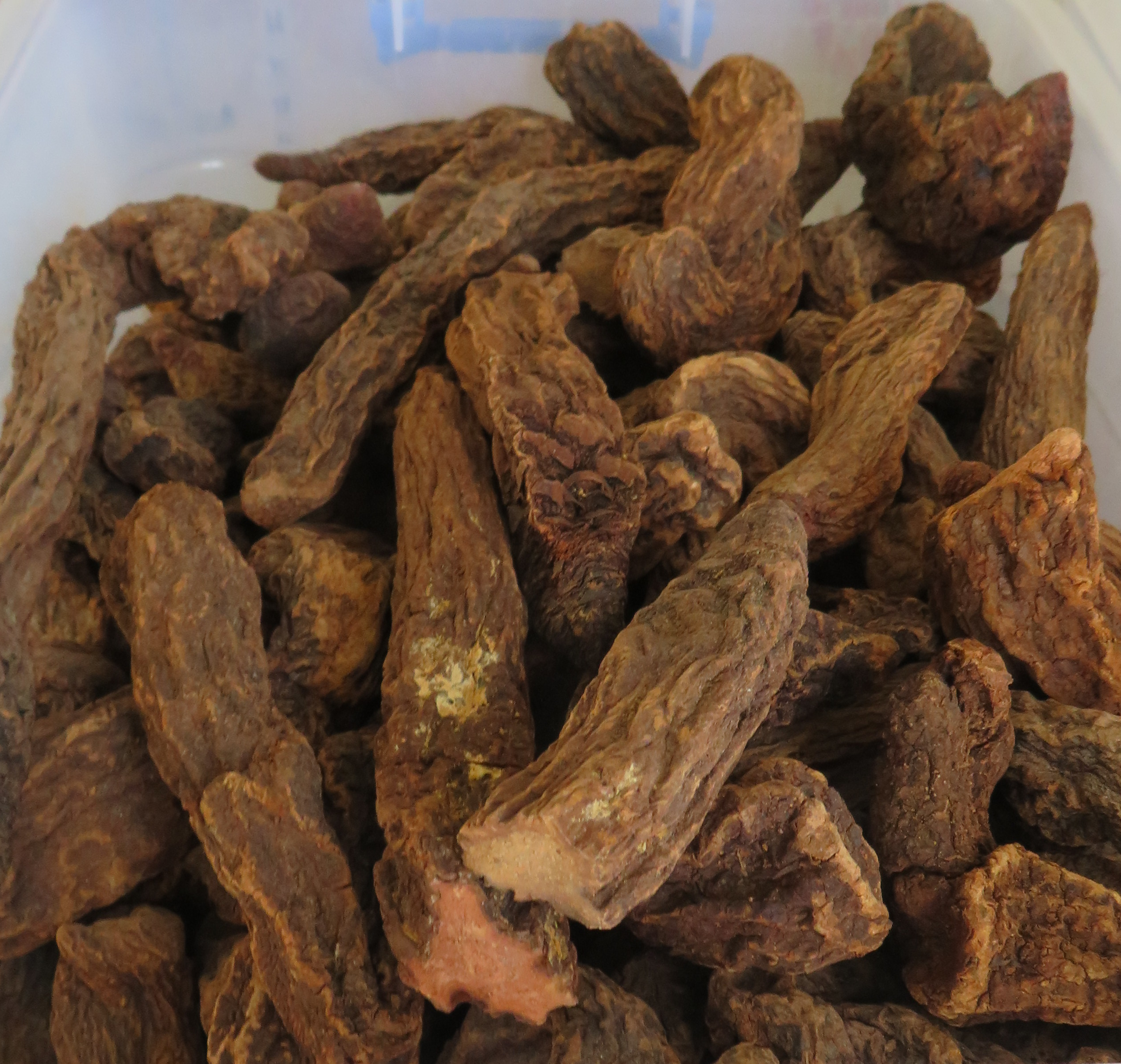
乾燥した鎖陽（オシャグジタケ）

鎖陽城は明代により「苦峪」と呼ばれた。この名称は1405年に『明実録』に初めて現れる。1472年、明の成化帝はモンゴルの脅威にさらされた哈密の君臣らを苦峪に移住させた。1494年、弘治帝は唐・西夏時代の城壁を改修した。20年後、マンスール・ハンの攻撃を受けて明は東方に退却し、嘉峪関と苦峪はマンスールに占領された。しかし、モンゴル族・モグーリスタン族、その他の遊牧民族の絶え間ない戦いがこの都市に大きな損害を与え、最終的に都市は放棄された。
「鎖陽城」という名称は、唐の将軍の薛仁貴を元に書かれた清代の通俗小説の『薛仁貴征東』に由来する。この小説とそれが生み出した有名な伝説では、薛仁貴の軍卒は突厥に包囲され、城内に自生していた鎖陽（オシャグジタケ）を食べて救援部隊が到着するまで生き延びたという。その後廃墟となったこの城郭都市は、鎖陽城として知られるようになった。

## 保存事業
1996年、中国国務院は「中華人民共和国全国重点文物保護単位」 (No. 4-50) として、鎖陽城を指定した。この遺跡は2010年に国家文物局によって「国家考古遺址公園」の候補地に指定された。2014年には、鎖陽城は「シルクロード:長安-天山回廊の交易路網」の一部として、ユネスコの世界遺産に登録された。世界遺産登録の領域は15,788.6ヘクタールの広さを誇る。